# Porteur sain
Pour l’article ayant un titre homophone, voir Porteur saint.
 (septembre 2015).
Si vous disposez d'ouvrages ou d'articles de référence ou si vous connaissez des sites web de qualité traitant du thème abordé ici, merci de compléter l'article en donnant les références utiles à sa vérifiabilité et en les liant à la section « Notes et références ».
Un porteur sain est un individu affecté par une pathologie (par exemple, infectieuse) sans présenter de signes cliniques de celle-ci. Cette personne asymptomatique est susceptible, dans l'ignorance de cet état, de contaminer ses proches et relations. Un porteur sain désigne également un individu porteur d'une maladie génétique récessive mais n'en présentant pas les symptômes. Il peut en revanche transmettre cette maladie génétique à sa descendance.

## Chez l'humain
- Après guérison d’une fièvre typhoïde chronique, 2 à 5 % des individus continuent à héberger des Salmonella typhi (essentiellement au niveau de la vésicule biliaire) qui sont excrétées épisodiquement dans les selles et qui peuvent être donc à l’origine de cas secondaires[1]. Mary Mallon, également connue sous le nom de « Mary Typhoïde » (Typhoid Mary), fut la première porteuse saine reconnue du bacille de la typhoïde.
- Le 28 janvier 2020, un premier cas de contamination au SARS-CoV-2 entre individus est décelé sur sol européen, plus particulièrement en Allemagne[2]. Ce cas de transmission du virus concerne une personne asymptomatique (porteur sain sans signe physique)[3].

## Chez les oiseaux
Certains oiseaux infectés par des souches grippales TP (très pathogènes) ou HP (hautement pathogènes) peuvent excréter des virus sans signe clinique ni lésion observable à l'autopsie. On les qualifie de porteurs asymptomatiques plutôt que de porteurs sains, car ils sont réellement malades[réf. nécessaire].
Tout en étant apparemment en bonne santé, ils peuvent excréter un certain temps ou "longtemps" le virus influenza aviaire H5N1 dans leurs fientes et le virus peut être présent et infectieux sur leurs plumes et dans les mucus excrétés par le bec ou les narines.
Beaucoup de spécialistes ont cru jusque dans les années 2003-2004 qu'un oiseau ne pouvait pas être porteur du virus sans en mourir rapidement car ces virus HP détruisent habituellement les cellules dans lesquelles ils se reproduisent.
Mais de 1997 à 2006, les virologues ont découvert que c’est un état bien plus fréquent qu’on ne le pensait, y compris chez les oiseaux sauvages (canards en particulier).

### Cas du canard sauvage et du canard domestique
Les espèces aviaires sont plus ou moins sensibles aux virus grippaux, même au sein d'un même genre.
Le canard était déjà réputé être un vecteur ayant une importance épidémiologique particulière voire majeure. En effet : 
1. Il peut être porteur asymptomatique du virus (reconfirmé début 2006 à partir des études sur les canards chinois) (Toute sa vie, durant quelques semaines ? durant plusieurs mois ? avec des pics en fonction de la saison ou de son immunité ? ces questions font encore l'objet de recherches.)
2. C'est l’oiseau aquatique le plus répandu au monde, avec l'oie (souvent en bordure de zones humides, où il peut infecter des oiseaux sauvages ou être infecté par eux.)
3. C'est l'oiseau aquatique le plus chassé (plusieurs millions de canards tués par an). Parfois c'est le chien qui est chargé de ramener les oiseaux grièvement blessés ou morts qui se contamine ou transmet les virus : on sait depuis 2006 que le chien peut être infecté par le H5N1.
4. Il est utilisé comme appelant, en cage, ou sur l'eau, mais attaché devant les huttes de chasse pour appeler et attirer les oiseaux migrateurs. Ces appelants sont nécessairement proches des canards sauvages, qui en outre sont blessés ou tués près d'eux.

Des ornithologues suisses interrogés par la TV mi-août 2005 estimaient que les oiseaux malades, même asymptomatiques étaient affaiblis. Ils auraient donc moins de chance de finir vivant leur fin de migration, mais aussi plus de chance d'être tués par un chasseur (en raison d'une moindre méfiance, vigilance et d'un envol de fuite plus lent et maladroit)
Or, le virus se conserve longtemps dans l'eau (selon l'OIE), d'une part et le canard domestique ou sauvage peuvent être porteurs et vecteurs asymptomatiques,
Les quantités de virus sécrétées par des canards en apparence sains pourraient se rapprocher de celles sécrétées par les poulets visiblement malades selon cette étude.
Les canards domestiques, apparemment sains pourraient donc jouer un rôle important dans la dissémination du virus en servant de réservoir silencieux. 
L'OMS, la FAO et l'OIE encouragent les pays touchés par l'influenza aviaire, lors de l'évaluation des risques d'infection à l'homme, à prendre en compte également une exposition possible de l'homme aux canards domestiques apparemment en bonne santé et à émettre des recommandations appropriées à l'intention des populations des zones affectées. (cf. notamment éleveurs, chasseurs, transformateurs, transporteurs, consommateurs, marché de la plume et du duvet).